# علي ندوم
علي ندوم (بالفرنسية: Aly Ndom)‏ (30 مايو 1996 بفرنسا - ) هو لاعب كرة قدم فرنسي في مركز الوسط. لعب مع ستاد ريمس.

## روابط خارجية
- علي ندوم على موقع رابطة كرة القدم الفرنسية للمحترفين (الإنجليزية)
- علي ندوم على موقع قاعدة بيانات كرة القدم.إي يو (الإنجليزية)
- علي ندوم على موقع ليكيب (الفرنسية)
- علي ندوم على موقع Soccerway.com (الإنجليزية)
- علي ندوم على موقع AS.com (الإسبانية)